# Центр політичних досліджень
Центр політичних досліджень — львівський аналітичний центр; діє на засадах недержавної фундації.
Має інформаційно-аналітичне видання — ПОЛІТЕКС.
Сфера діяльності: Міжнародна політика, Громадянське суспільство та НДО, Освіта, Політика, Круглі столи, Регіональна політика, Законодавча влада, Конференції, Семінари.
Керівники: Анатолій Романюк (директор), Любомир Скочиляс (заступник директора).

## Історія
Центр політичних досліджень було створено у 1994 році, а у 1997 році офіційно зареєстровано. Одним з ключових завдань діяльності Центру є максимальне використання творчого потенціалу викладачів, аспірантів та студентів суспільно-гуманітарних факультетів Львівського національного університету ім. І. Франка, а також інших вузів Львова та регіону у справі розвитку демократичних засад функціонування модерної української держави та побудови громадянського суспільства.

## Цілі Центру
Цілями Центру політичних досліджень є:
- залучення світового та вітчизняного досвіду політичного аналізу до вивчення політичних процесів в Україні та Галичини;
- формування громадянської політичної культури різних верств суспільства регіону;
- налагодження постійної співпраці між державними, політичними та науковими (академічними і недержавними) інституціями регіону, а також міжрегіональної співпраці в царині політичних наук.

## Завдання Центру
Завданнями Центру політичних досліджень є:
- Систематичне вивчення громадської думки з широкого спектра політичних питань.
- Проведення наукових досліджень з проблем влади, партійно-політичної структуризації українського суспільства, міжнаціональних та міжетнічних відносин, національної безпеки, а також перспектив інтеграції України у світове співтовариство.
- Проведення науково-теоретичних та науково-практичних конференцій з проблем, що входять до переліку спеціалізацій Центру.
- Організація та проведення семінарів, шкіл з метою поширення і популяризації політичної та громадянської освіти з особливим акцентом на студентське та молодіжне середовище.
- Здійснення поточного обміну інформацією між дослідницькими структурами України та світу.
- Експертна та аналітична підтримка діяльності мас-медіа, громадських, політичних та державних структур.
- Видавнича діяльність у сфері політичних наук, загалом суспільно-гуманітарних дисциплін і зокрема тих, які безпосередньо лежать у площині розвитку громадянського суспільства.

## Систематична поточна діяльність Центру

### Соціологія
Експертні опитування з суспільно-політичних проблем регіону та України й публікація результатів у ЗМІ (проводяться один раз у два місяці). Короткий опис результатів, а також заплановані на перспективу опитування додаються;
Визначення рейтингів впливовості та активності керівників, політиків, управлінців, бізнесменів, фінансистів, митців, журналістів Львівської області (проводяться один раз у два місяці). Короткий опис результатів, а також заплановані на перспективу опитування додаються;
Поштове соціологічне опитування, за результатами якого відбувається визначення «Людини року», проведення акції «Людина року — Галицький лицар»;
Проведення опитувань «Exit-poll» з метою відстеження результатів виборів та інших офіційних опитувань і недопущення фальсифікацій і через оперативне оприлюднення по радію поточних результатів у день проведення заходів (виборів, референдумів тощо) активізація громадської участі у них. Такі опитування, зокрема, були проведені під час Всеукраїнського референдуму (16 квітня 2000), а також на довиборах до ВР по Галицькому (115) в/о (25 червня 20000 р.).

### Школи
Організація роботи Школи громадського лідера, Школи прес-секретарів, Школи молодого політика, Школи дебатантського мистецтва, Школи молодого виборця та Школи демократії для районних ЗМІ. Загалом — шість шкіл на рік.
Дослідження: Проведення наукових досліджень стану державно-владної інституалізації та партійно-політичної структуризації українського суспільства.
Прогностичний аналіз ключових тенденцій політичного процесу в Україні.
Визначення медіально опосередкованої популярності суб'єктів та явищ соціально-економічної та політичної сфер регіону та України.

### Освітні програми
За підтримки Canadian Bureau of International Education Центр бере участь у міжнародному проекті «Розвиток громадянського суспільства в Україні», який передбачає розробку та впровадження в академічний навчальний процес (відділення «політологія» філософського ф-ту Львівського національного університету ім. І. Франка) семи навчальних курсів «Менеджмент в громадському секторі» (п'ять з нижченаведених курсів вже успішно апробовані):
1. розвиток громади;
2. стратегічне та операційне планування;
3. фінансовий менеджмент;
4. комунікативний менеджмент;
5. теорія конфліктів;
6. теорія лідерства;
7. зв'язки з громадськістю (PR).

Окрім того, на базі Центру функціонує Інститут менеджменту та розвитку громадського сектору, котрий здійснює координацію роботи по розробці вищенаведених курсів.
Також Центр реалізовує проект «Впровадження у навчальну програму ЛНУ курсу „Політичний аналіз“», який передбачає викладання для студентів суспільно-гуманітарних факультетів ЛНУ ім. І. Франка, інших вузів Львова та регіону теоретичних основ та практичних навичок здійснення аналізу суспільно-політичних процесів українського сьогодення, що сприятиме активізації громадянської позиції молодіжного середовища.

## Видавництво (на власній поліграфічній базі)
Центром періодично (раз на два місяці) проводиться видання власного вісника «Політекс» — політологічна експертиза.
Окрім періодичного видання Центром систематично проводиться публікація результатів власних досліджень у формі збірників праць, довідників, брошур тощо. Станом на сьогодні Центром видано наступну літературу:
- Політичний процес в Україні. Збірник наукових праць. — Львів, 1998.
- Скочиляс Л. Парламент України. Типи політичної поведінки парламентських груп та фракцій Верховної Ради України 13-го скликання. — Львів, 1999.
- Центральноєвропейська ініціатива. Довідник. — Львів, 1999.
- Західна Європа. Політичний довідник \\ За ред. А. Романюка — Львів, 1999
- Федишин Р. Криза в Косово. — Львів, 1999.
- Виборча арифметика. Інформаційно-аналітичні підсумки президентських виборів в Україні. — Львів, 1999.
- Україна і Центральна Європа: проблеми та перспективи інтеграції: Матеріали міжнародної науково-практичної конференції//Укл. А.Романюк, Л.Скочиляс. — Львів, 1999.
- Президентські вибори у Росії. Довідник «хто є хто». \\ За ред. А. Романюка. — Львів, 2000.
- Президенти країн світу. Довідник. \\ За ред. Ю. Шведи. — Львів, 2000.
- Львівщина в особах. Хто є хто. Біографічний довідник. \\ За ред. А. Романюка — Львів, 2000.
- Динаміка розвитку місцевих осередків політичних партій на прикладі Львівщини та Донеччини. Порівняльний аспект (1994—1999).\\За ред. Л. Скочиляса. — Львів, 2000.

## Електронні комунікації
Важливе місце у поточній діяльності Центру посідає інтернет-діяльність, спрямована на розвиток інфраструктури інтернет-комунікацій для громадського сектору та ЗМІ.
Зокрема, окрім власної сторінки (офіційного сайту — http://www.cpd-lviv.itgo.com [Архівовано 22 березня 2022 у Wayback Machine.]) Центру в Інтернет (де розміщена вся інформація про поточну діяльність Центру, реалізовані проекти із окремим підрозділом «Електронна бібліотека ЦПД»), фахівці нашої організації надають безкоштовні послуги щодо розробки, розміщення і адміністрування інтернет-сторінок для громадських організацій та ЗМІ регіону. Станом на сьогодні Центр розробив та адмініструє сторінку Суспільно-гуманітарного консорціуму «Генеза» (http://www.geneza.itgo.com [Архівовано 31 березня 2022 у Wayback Machine.]), Львівської щоденної газети «Поступ» (https://web.archive.org/web/20190702174505/http://postup.brama.com/), а також бере участь у наповненні інтернет-бібліотеки Мережі громадянської освіти в Україні (UCEN) (http://www.iatp.org.ua/cen).
Окрім того, добігає до завершення підготовчий етап ще одного інтернет проекту Центру — повнотекстової електронної суспільно-гуманітарної бібліотеки, на якій можна буде знайомитися з усіма найкращими вітчизняними та зарубіжними творами зазначеної тематики. Бібліотека також міститиме окремий розділ навчально-методичної літератури, який формуватиметься спільно з факультетами та кафедрами ЛНУ ім. І.Франка і функціонуватиме у режимі дистанційної освіти.

## Місія Центру
В умовах постійної зміни оточення видавати якісний та актуальний аналітичний продукт, максимально сприяти розвиткові мережі теоретичного, навчально-методичного та кадрового забезпечення інноваційних освітніх напрямків, а також здійснювати діяльність, спрямовану на розвиток професійних і незалежних ЗМІ.

## Користувачі
Споживачами продукції Центру виступають:
- безпосередньо співробітники Центру (набуття професійного досвіду) (найвужче коло споживачів);
- органи влади та органи місцевого самоврядування (шляхом вироблення та передачі в вищеназвані організації рекомендацій з приводу поточних подій, а також через вплив на громадську думку шляхом публікацій результатів досліджень у регіональних ЗМІ та мережі Internet);
- ЗМІ, політичні партії, громадські організації-партнери, організації-донори, бізнес-структури тощо;
- громадськість міста та держава (найширше коло споживачів).